# Потомци (филм из 2011)
Потомци (енгл. The Descendants) је америчка драма из 2011. са Џорџом Клунијем у главној улози. Филм прати живот човека чија жена после несреће пада у кому. Он покушава да се зближи са ћеркама како би лакше пребродили невоље, али се разочара када схвати да је његова супруга месецима пре несреће имала љубавну везу. Премијера филма је била 16. децембра 2011. 

## Улоге
| Глумац         | Улога           |
| -------------- | --------------- |
| Џорџ Клуни     | Мет Кинг        |
| Џуди Грир      | Џони Кинг       |
| Роберт Форстер | Скот            |
| Метју Лилард   | Брајан Спир     |
| Шејлин Вудли   | Александра Кинг |